# Roger Aaron Brown
Roger Aaron Brown (nascido em 12 de junho, 1949) é um ator estadunidense conhecido por seu papel como um vice-chefe chamado Joe Noland na série The District, e por seu papel menor em 1988 no filme de ficção científica Alien Nation como Det. Bill "Tug" Tuggle, o parceiro e amigo de Matthew Sikes no início do filme. Brown repetiu seu papel Alien Nation em um flashback de cena no episódio piloto da TV Fox na série Alien Nation.
Brown aparece nos dois primeiros episódios da série de televisão Saving Grace como o chefe dos detetives. Brown fez uma série de aparições em vários filmes.
Ele também forneceu a voz de Aquiles Davenport em 2012 e 2014, nos videogames Assassin's Creed III e Assassin's Creed Rogue, respectivamente.
Em 2009 participou da série House MD como Joseph na 6ª temporada no episódio "O Tirano".

## Ligações Externas
- Roger Aaron Brown. no IMDb.
- Roger Aaron Brown (em inglês) no Allmovie